# Seaton (Yorkshire de l'Est)
 (septembre 2023).
Pour les articles homonymes, voir Seaton.
Seaton est une paroisse civile et un village du Yorkshire de l'Est, en Angleterre.